# 奧野谷濱站
奧野谷濱站（日语：／ Okunoyahama eki */?）是位於茨城縣神栖市東和田，鹿島臨海鐵道鹿島臨港線的車站。

## 歷史
- 1970年（昭和45年）7月21日 - 車站啟用。
- 1978年（昭和53年）5月25日 - 開始向成田機場運送飛機燃料。
- 1983年（昭和58年）8月6日 - 不再運送飛機燃料。
- 2001年（平成13年）1月14日 - 三菱化學開始運送液化環氧乙烷。
- 2008年（平成20年）3月15日 - 武田藥品工業不再運送濃硝酸。
- 2011年（平成23年）3月31日 - 三菱化學不再運送液化環氧乙烷。（實際在3月11日後不再運送）

## 車站概要
此站可處理於專用線中到發的貨櫃貨物和車載貨物。
此站是地面車站，站內設有分支連接三菱化學鹿島事業所和JSR鹿島工場專用線。在神栖至奧野谷濱之間，平日早上會設有不定期貨櫃列車班次前往JSR專用線內。
曾經此站設有分支連接信越化學工業鹿島工場、鹿島石油鹿島製油所、武田藥品工業鹿島工場的專用線。在武田藥品工業專用線中，於2008年3月前會有來自速星站的貨運列車，使用罐車運送濃硝酸。信越化學工業專用線內曾經處理聚氯乙烯貨物，鹿島石油專用線內曾經處理石油貨物。在三菱化學專用線內設有處理起卸液化環氧乙烷的設備，在2011年3月前會運送液化環氧乙烷前往鹽濱站（實際上在發生東日本大地震當天3月11日以後再沒有運送）。

## 車站周邊
- JSR鹿島工場
- AGC鹿島工場
- 三井化學鹿島工場
- 三菱化學（日语：三菱ケミカル）茨城事業所[2]
- 鹿島北共同發電站（日语：鹿島北共同発電所）
- 信越化學工業鹿島工場
- 鹿島石油（日语：鹿島石油）鹿島煉油廠（日语：鹿島石油#鹿島製油所）

## 相鄰車站
鹿島臨海鐵道
鹿島臨港線
神栖－神之池－鹿島港南－知手－奧野谷濱

## 注腳
1. ↑  
岩成政和. . レイルマガジン (Neko出版). 2018年7月, (418) （日语）.
2. ↑  . 三菱ケミカル.   [2021-03-15]. （原始内容存档于2021-10-29） （日语）.